# 東京外星人
《東京外星人》是从2020年4月17日起連載於《月刊GFantasy》、由《青春×機關鎗》的作者NAOE所著的科幻題材日本漫畫。本作PV在第三卷發售时於YouTube平台上發佈。

## 劇情
主角郡司晃是一名剛入學的普通高中生。某天，他在火車内目睹一場擁有特殊能力的人之間的激烈戰鬥，其中一位擁有特殊能力的人的真實身分是外星人...

## 登場人物

### 主要人物
郡司晃
本作主角之一、高中生。
天空橋翔
本作主角之一、高中生、A.M.O特別機動隊的成员。

### A.M.O
雨宮零士
AMO關東支部特別機動隊的負責人，與晃的父親晃雄曾為同事。
兵吾夏希
雨宮零士的輔佐官。

## 創作
對於本作開始的契機與《青春×機關鎗》結束只相隔半年時間，作者NAOE表示最初是在《青春×機關鎗》結束前兩年半便有不加入動作元素的想法，但後來因角色的服裝設計而不得不加入動作元素。NAOE表示主題起初是以「高中生的戀愛喜劇」為題材，後來才有「外星人與地球人之間的温馨交流」的想法並詢問編輯關於角色形象的設計。訪談中，NAOE表示最初的版本沒有喜劇元素，而且主角郡司的人設不是高中生而是一名警察，不過郡司遇見偽裝成老太太的外星人的情節則保留了。

## 出版書籍
日文版與英文版皆由史克威尔艾尼克斯代理發售，而中文版則由東立出版社發售。2020年9月26日發售第一卷，2021年7月27日第三卷發售並為了紀念而將PV發佈在Youtube上，2024年1月26日發售第八卷，同時也展開人氣角色投票。
| 卷數 | 史克威尔艾尼克斯 | 史克威尔艾尼克斯                                        | 東立出版社                    | 東立出版社                                                  |
| 卷數 | 發售日期         | ISBN                                                    | 發售日期                      | ISBN                                                        |
| ---- | ---------------- | ------------------------------------------------------- | ----------------------------- | ----------------------------------------------------------- |
| 1    | 2020年9月26日    | ISBN 978-4-757-56865-5                                  | 2023年3月3日                  | ISBN 978-9-572-67643-1                                      |
| 2    | 2021年2月27日    | ISBN 978-4-757-57118-1                                  | 2023年10月26日                | ISBN 978-6-263-72858-5                                      |
| 3    | 2021年7月27日    | ISBN 978-4-757-57391-8                                  | 2023年12月18日 2023年12月25日 | ISBN 978-6-260-20145-6（首刷限定版） ISBN 978-6-260-20140-1 |
| 4    | 2022年1月27日    | ISBN 978-4-757-57700-8                                  | 2024年4月1日                  | ISBN 978-6-260-20146-3（首刷限定版） ISBN 978-6-260-20141-8 |
| 5    | 2022年7月27日    | ISBN 978-4-757-57998-9 ISBN 978-4-757-57999-6（特装版） | 2024年5月2日 2024年5月9日     | ISBN 978-6-260-20147-0（首刷限定版） ISBN 978-6-260-20142-5 |
| 6    | 2023年1月27日    | ISBN 978-4-757-58366-5                                  | 2024年6月6日 2024年6月13日    | ISBN 978-6-260-20148-7（首刷限定版） ISBN 978-6-260-20143-2 |
| 7    | 2023年7月27日    | ISBN 978-4-757-58632-1 ISBN 978-4-757-58633-8（特装版） | 2024年7月1日 2024年7月8日     | ISBN 978-6-260-20149-4（首刷限定版） ISBN 978-6-260-20144-9 |
| 8    | 2024年1月26日    | ISBN 978-4-757-58925-4 ISBN 978-4-757-58924-7（特装版） | 2025年1月16日                 | ISBN 978-6-260-21589-7 ISBN 978-6-260-22862-0（特装版）     |
| 9    | 2024年7月26日    | ISBN 978-4-757-59316-9                                  | 2025年4月11日 2025年4月18日   | ISBN 978-626-02-2864-4（首刷限定版） ISBN 978-626-02-2863-7 |
| 10   | 2025年1月27日    | ISBN 978-4-757-59596-5                                  | 2025年7月25日                 | ISBN 978-626-02-4629-7                                      |
| 11   | 2025年7月26日    | ISBN 978-4-757-59925-3                                  | 2025年月日                    | ISBN                                                        |

## 迴響
本作於2020年以及2021年在「漫畫雜誌編輯精選」（日语：マンガ誌編集長が選ぶ）中獲得望月的推薦。除此之外，本作也受小松未可子的推薦。截至2022年12月，本作發售量已突破100萬冊。
《アニメ！アニメ！》在2023年上半年舉辦的讀者問卷調查「希望動畫化的漫畫是？」（日语：アニメ化してほしいマンガは？）中排名第3、同年下半年则是第1、2024年上半年第5，與《帝乃三姊妹意外地容易相處。》、《KAMUYA RIDE》（日语：カムヤライド）和《一式小姐想知曉戀愛。》（日语：一式さんは恋を知りたい。）齊名。

## 外部連結
- 月刊GFantasy （页面存档备份，存于）（日語）